# Sorex fumeus
Sorex fumeus е вид бозайник от семейство Земеровкови (Soricidae).

## Разпространение
Видът е разпространен в Канада (Квебек, Нова Скотия, Ню Брънзуик и Онтарио) и САЩ.